# Régiments d'infanterie français d'Ancien Régime

La bannière de Saint Michel, utilisée comme drapeau militaire de la France à partir du XIVe siècle. La croix blanche fut ensuite reprise sur presque tous les étendards des régiments français.

Les régiments français sous l’Ancien Régime constituaient la composante principale de ce que l'on appelait déjà à l'époque l'Armée française ou les « Armées du Roi de France ». Ils portaient les noms de leur propriétaire puis par la suite les noms de leur province ou ville de recrutement.
Comme les brigades aujourd'hui, chaque régiment avait sa spécialité (infanterie, cavalerie, etc.) et était appelé à servir sur les champs de bataille selon les exigences militaires. Comme pour la Marine, tout Français avait le droit de s'y engager, mais les offices de commandement des régiments et les hauts grades étaient réservés à la noblesse militaire (noblesse d'épée) et inaccessible au tiers état.
Dans l'organisation territoriale de l'Ancien Régime, chaque régiment avait également le rôle d'assurer la sécurité de sa province. Il était alors placé sous l'autorité d'un gouvernement militaire.
Aujourd'hui, certains régiments existent toujours et ont conservé leur emblème et leur spécialité d'origine. Le 8e régiment d'infanterie par exemple est l'héritier de l'ancien régiment d'Austrasie, formé lui-même à partir du vieux régiment de Champagne. Les régiments font partie des plus anciennes institutions françaises qui ont persisté jusqu'à nos jours.

## Les premières troupes
En 1448, par Charles VII crée le corps des francs-archers.
En 1479, Louis XI réunit en Picardie 10 000 aventuriers et 2 500 pionniers, destinés à remplacer la milice des francs-archers et à être entretenus d'une manière permanente en créant les Bandes françaises copiées sur les Bandes suisses. Ces bandes formeront les noyaux des futurs régiments français d'Ancien Régime.

## Régiments
Lorsque Henri IV de France monte sur le trône, il n'y a que quatre régiments d'infanterie connus sous le nom de Vieux corps et célèbres par leurs divers exploits. ce sont les
- Régiment de Picardie
- Régiment de Champagne
- Régiment de Navarre
- Régiment de Piémont

En 1616, le nombre de régiments était porté à dix. Outre les quatre vieux corps initiaux un cinquième avait pris rang, le
- Régiment de Normandie

Cinq autres régiments avaient reçu le nom de Petits Vieux
- Régiment de Bourbonnais
- Régiment de Béarn
- Régiment d'Auvergne
- Régiment de Flandre
- Régiment de Guyenne

Cinq nouveaux régiments sont ensuite créés, puis d'autres successivement si bien qu'à la mort de Louis XIII (de France), en 1643, on compte 33 régiments.

En 1670, les corps d'infanterie sont réorganisés.

En 1701, il y a 138 régiments d'infanterie, en 1702 il y en a 176 puis 235 en 1705, 259 en 1706 et 260 en 1712 dont deux régiments de la Garde.

Toutefois à l'exception des vieux corps, des petits vieux et de quelques autres régiments qui comptaient quatre bataillons, la grande majorité n'en avait que deux et certains ne comportaient qu'un seul bataillon.

En 1715 après le traité de Rastatt le nombre de régiments d'infanterie est réduit à 117. 

Toutefois après de nouvelles guerres, plusieurs corps sont créés et l'on compte 137 régiments en 1747.

À l'avènement de Louis XVI, il n'y a plus que 91 régiments dont le régiment des Grenadiers de France formé des compagnies d'élites des régiments supprimés en 1749.

En 1762 les corps d'infanterie sont réorganisés puis d'autres réorganisations ont lieu en 1771, en 1775, et en 1776 ou il y a alors 103 régiments.

En 1791 avec une nouvelle réorganisation, ils changèrent tous de dénomination, avec leur numéro d’ordre dans leur arme (selon la classification d’Ancien Régime) et leur arme spécifique.

## Liste des régiments d'infanterie et d'artillerie
Cette liste comprend un court résumé historique de chaque unité.
NB : Sous l'Ancien Régime, le corps de l'artillerie, a toujours fait partie de l'infanterie. Ce sont les régiments Royal-Artillerie, de La Fère, de Metz, de Besançon, de Grenoble, de Strasbourg, d'Auxonne, de Toul et des Colonies.

Pour plus de détails, se reporter au lien de ladite unité,.

## Artillerie
- Régiment des Fusilliers du Roy
- Régiment Royal-Artillerie
- Régiment de La Fère artillerie
- Régiment de Metz artillerie
- Régiment de Besançon artillerie
- Régiment de Grenoble artillerie
- Régiment de Strasbourg artillerie
- Régiment d'Auxonne artillerie
- Régiment de Toul artillerie
- Régiment des Colonies artillerie